# 新見市立思誠小学校
新見市立思誠小学校（にいみしりつ しせいしょうがっこう）は岡山県新見市新見にある公立小学校。通称「思誠校」。

## 歴史

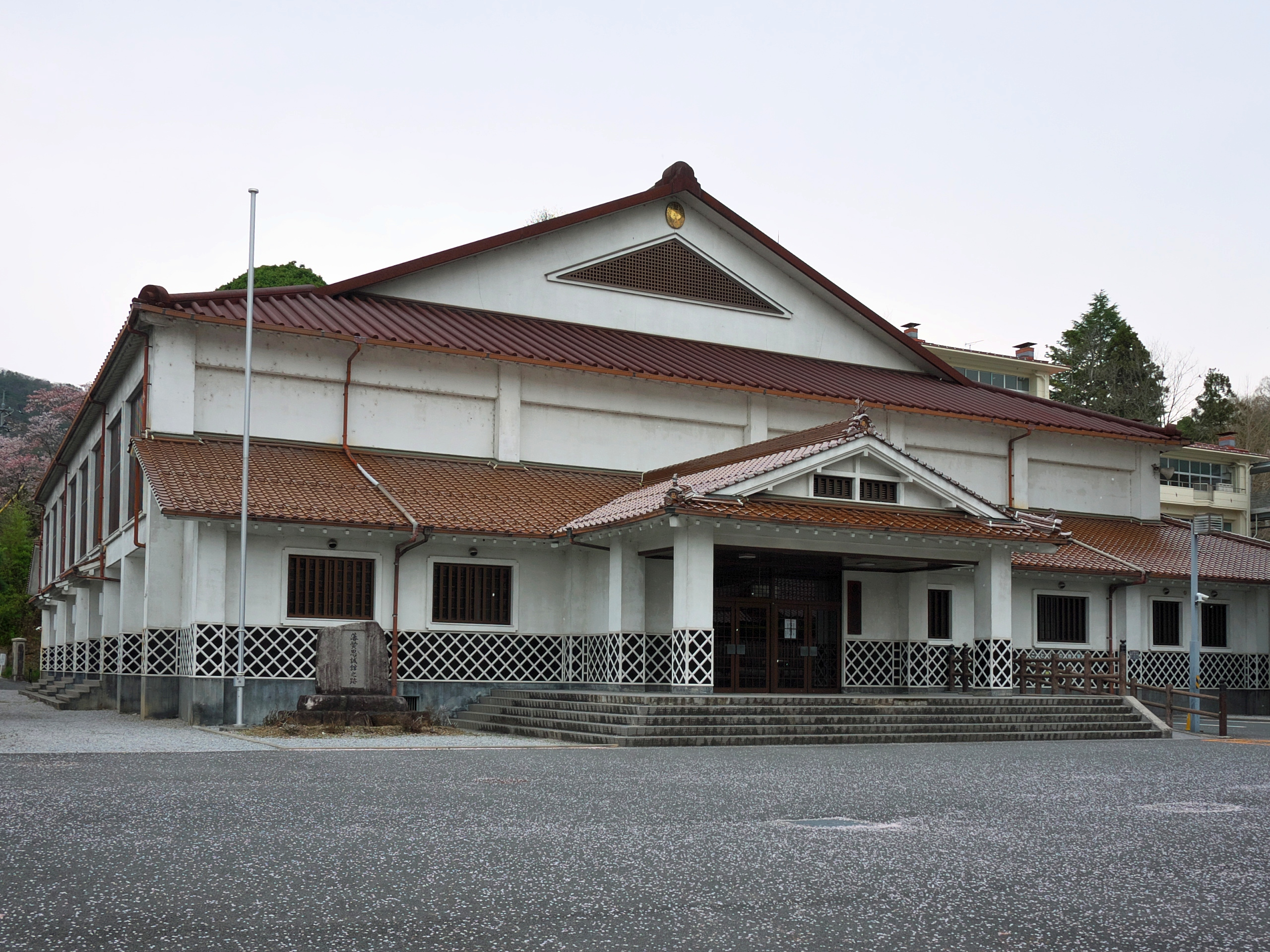
体育館とその前に立つ思誠館跡の碑

起源となった「藩黌思誠舘」は、新見藩第三代藩主の関政富によって、1755年（宝暦5年）に設立された。当時の校舎は、現在の下運動場（体育館前）の南東の隅に位置していたと伝えられる。その教学思想は「誠は天の道なり、思誠は人の道なり、至誠にして動かざるもの未だ之有らざるなり」という言葉に表れている様に、「思誠」こそ思誠館の教育目標であり、この教育理念は校名と共に生き続けている。当時の記録によると、児童数は200名程度が在籍していたと云われ、小藩にしてはその数は多かったと思われる。学費は全て藩費で賄われた。藩黌思誠舘は1872年（明治5年）に啓蒙所となり、翌年には思誠小学校と改称された。1970年代には児童数が1,200名を越えていた。卒業生は全員、新見市立新見第一中学校に進級する。

## 沿革
- 1755年 - 藩主関正富によって「藩黌思誠舘」を創立。
- 1872年7月 - 思誠舘の旧趾を卜して「啓蒙所」を創設。
- 1873年7月 - 思誠小学校と改称。
- 1887年4月 - 尋常高等思誠小学校と改称。
- 1890年4月 - 尋常新見小学校と高等思誠小学校とに分校。貫誠小学校が高尾支校となる。
- 1893年4月 - 思誠高等小学校と改称。
- 1903年4月 - 思誠尋常高等小学校と改称。
- 1933年10月 - 校舎が完成。
- 1938年4月 - 新見大火のため、全校舎を焼失する。
- 1941年4月 - 思誠国民学校と改称。翌月、新館・講堂が完成し、火災復興完了。
- 1947年4月 - 思誠小学校と改称。新見中学校が併設される形で誕生。
- 1958年3月 - 保健体育の指導研究により全国表彰。
- 1963年3月 - 第1期改築鉄筋校舎が完成(12教室)
- 1965年3月 - 第2期改築鉄筋校舎が完成(8教室)
- 1970年3月 - 第3期鉄筋校舎が完成(本館－職員室、特別教室)。7月には、水泳プール(補助プール付)も完成した。
- 1970年8月 - 思誠小学校愛児会文部大臣表彰。
- 1973年3月 - 創立百周年記念事業により、校門(東,南)他が完成。
- 1976年4月 - 高尾分校5学年に編成。本校に｢ことばの教室｣を開設。
- 1977年4月 - 高尾分校が、高尾小学校として独立。
- 1980年10月 - 学校保健統計調査文部大臣表彰。
- 1981年1月 - 読坂門が完成。
- 1982年4月 - 情緒障害児学級を開設。
- 1986年3月 - 第4期改築鉄筋校舎が完成(普通教室5,特別教室5,他11)
- 1989年3月 - 屋内運動場及び鳳凰門が完成。8月には、思誠門及び風木橋も完成した。
- 1989年4月 - 創意工夫育成功労学校科学技術長官賞表彰。
- 1991年11月 - 全日本健康推進学校中央表彰。
- 1994年4月 - 「ことばの教室」通級制度に移行。
- 1997年7月 - コンピュータ教室が整備される。
- 1999年5月 - 学童保育を開設。
- 2001年5月 - ATLによる英語活動を開始。
- 2005年8月 - 「創立250周年歴史展」「風木谷フェスティバル」「伊能大図フロア展」開催。
- 2009年4月 - 下熊谷小学校を統合。
- 2011年4月 - 新校舎が完成。

## 校歌
思誠小学校校歌
- 一、

岩間を洗う 風木谷
流れ流れて ゆく水の
よどまぬ心 ひとすじに
至誠の道を はげめかし
- 二、

日毎夜毎に あたらしき
知識をくみて 新見川
水脈(みお)ゆく水の いさぎよく
うるわしき名を 世に流せ